# Karl Bonhoeffer
Karl Ludwig Bonhoeffer (ur. 31 marca 1868 w Neresheim, zm. 4 grudnia 1948 w Berlinie) – niemiecki lekarz psychiatra i neurolog, profesor zwyczajny na Uniwersytecie Fryderyka Wilhelma w Berlinie.

## Życiorys
Syn Friedricha von Bonhoeffera (1828–1907) i Julie z domu Tafel (1842–1936). Jego brat Gustav-Otto Bonhoeffer (1864–1932) był chemikiem.
Uczęszczał do szkoły elementarnej w Heilbronn i Ravensburgu, od 1878 do 1886 uczył się w gimnazjum w Tybindze. W latach 1886–1887 odbywał służbę wojskową w Stuttgarcie. Następnie studiował medycynę na Uniwersytecie Eberharda i Karola w Tybindze, Uniwersytecie Fryderyka Wilhelma w Berlinie oraz Uniwersytecie Ludwika i Maksymiliana w Monachium. W 1892 w Tybindze otrzymał tytuł doktora medycyny. W 1897 habilitował się na Królewskim Uniwersytecie we Wrocławiu u Carla Wernickego. W latach 1903 i 1904 przez krótki czas był profesorem zwyczajnym na Uniwersytecie Albrechta w Królewcu oraz Uniwersytecie Ruprechta i Karola w Heidelbergu. W 1904 objął po Wernickem katedrę psychiatrii we Wrocławiu.
W 1912 zastąpił Theodora Ziehena na katedrze psychiatrii i neurologii w Berlinie. Do 1938 kierował kliniką psychiatrii i neurologii szpitala Charité. Jego współpracownikami byli, między innymi, Hans Gerhard Creutzfeldt, Paul Schröder, Franz Max Albert Kramer, Gottried Ewald, Franz Josef Kallmann, Erwin Straus, Arthur Kronfeld, Hans Pollnow, Arnold Kutzinski, Lothar B. Kalinowsky, Heinrich Scheller i Jürg Zutt.
W 1938 przeszedł na emeryturę. Zmarł na udar mózgu 4 grudnia 1948 roku, pochowany jest na Cmentarzu Heerstraße.
Jego synowie, Dietrich Bonhoeffer i Klaus Bonhoeffer, oraz zięciowie, Hans von Dohnanyi i Rüdiger Schleicher, zostali zamordowani w kwietniu 1945 roku przez nazistów.
Na jego cześć nazwano klinikę psychiatryczną Karl-Bonhoeffer-Nervenklinik w Berlinie, w dzielnicy Reinickendorf.

## Dorobek naukowy
Karl Bonhoeffer był autorem koncepcji reakcji egzogennych, pod którym to terminem rozumiał ostre reakcje na zewnętrzne czynniki, takie jak zatrucia, urazy, infekcje, zaburzenia krążenia, zaburzenia metaboliczne, ale nie czynniki psychologiczne. Podkreślał fakt, że reakcje na różne czynniki są jednakowe i nie zależą od rodzaju czynnika. 